# Karakai Jōzu no Takagi-san
Karakai Jōzu no Takagi-san (からかい上手の高木さん?  lit. Takagi-san es buena bromeando), también conocida como La maestra de las bromas Takagi-san en Hispanoamérica y como Takagi-san, experta en bromas pesadas en España,Teasing Master Takagi-san en Estados Unidos. Es una serie de manga de comedia y romance entre dos estudiantes de escuela, Takagi san quién suele molestar haciéndole bromas a su vecino de asiento Nishikata. La obra esta ambientada en isla de Shodoshima en Japón
El manga comenzó su serialización en la edición 2013 en la revista Gekkan Shōnen Sunday Mini de la editorial Shōgakukan, y desde julio de 2016 es publicado en Gekkan Shōnen Sunday mensualmente hasta su finalización en 2023. La serie fue compilada en veinte volúmenes tankōbon y 177 capítulos. El manga estuvo nominado para la décima edición de los premios Manga Taishō en 2017.
En agosto de 2017 se anunció que la serie tendría una adaptación al anime por Shin-Ei Animation, la cual se emitió en Japón del 8 de enero al 26 de marzo de 2018. Y fue licenciada por Crunchyroll para su emisión en Occidente.
Una serie manga spin-off titulada Ashita wa Doyōbi (あしたは土曜日?  lit. "Mañana es sábado") fue publicada en el periódico Yomiuri Chuukousei Shinbun entre noviembre de 2014 y noviembre de 2015, y fue compilada en dos volúmenes tankōbon. Esta formó parte de la adaptación al anime junto al manga principal. El número de febrero de 2019 de la revista Gessan anunció que habría una segunda temporada del anime, que se emitió entre el 7 de julio al 22 de septiembre del 2019.
Aunque luego del final de la segunda temporada, el autor afirmó por Twitter que la historia no terminaría ahí, y pronto se vendrían novedades. Creando el rumor de una tercera temporada del anime.
Netflix adquirió los derechos de la segunda temporada de anime a nivel mundial.
Se lanzó una tercera temporada junto con una película estrenadas en enero de 2022. Una adaptación a acción real se estrenó en marzo de 2024 solo en Japón.

## Sinopsis
La serie sigue la vida de Nishikata, un estudiante de secundaria que sufre constantemente de las bromas realizadas por su compañera de asiento Takagi. Desde entonces, se ha comprometido a que un día le hará lo mismo a ella e intenta tener éxito en sus bromas. Lo que él no sabe es que ella tiene otros motivos para estar juntos

## Personajes
Nishikata (西片?)
 Seiyū: Yūki Kaji
Voz Español Latino: Eduardo Garza
Voz Español España: Ángel De Gracia
Nishikata es un estudiante de secundaria que constantemente sufre las burlas de su amiga y compañera de clase Takagi. 
Él tiende a sonrojarse fácilmente por las burlas de Takagi, ya que desde su perspectiva, a ella le gusta burlarse de él y siempre está tratando de vengarse de ella sin ningún éxito. 
A pesar de las burlas que Takagi les pueda hacer, ellos se llevan bastante bien y caminan juntos a casa casi todos los días después de la escuela, aunque él no lo quiera reconocer por la vergüenza, causando que el ignore o no tome en serio los verdaderos sentimientos de ella. Suele hacer despechadas por la cantidad de veces que lo molesta Takagi-san y no le gusta el cafe amargo. Suele tener muy mala suerte, perdiendo incluso en los juegos más simples como piedra, papel o tijeras. En NO-MOTO, trabaja de profesor de educación física en la escuela donde estudiaban.
Takagi-san (高木さん?)
 Seiyū: Rie Takahashi
Voz Español Latino: Analiz Sánchez
Voz Español España: Roser Vilches
Takagi es amiga y compañera de clase de Nishikata, de quien frecuentemente se burla. 
A pesar de que Takagi es bastante maliciosa hacia Nishikata, ella también es bastante amable y cariñosa con otras personas, incluyéndolo a él.
Ella se burla de Nishikata diariamente yendo un paso más adelante que él, demostrando así su astucia e ingenio. Sin embargo, todo es una excusa para acercarse más a él, ya que esta profundamente enamorada, mezclando bromas y frases de amor indirectas, y reconociendo que le cuesta ser honesta con lo que siente. Además adora las reacciones de Nishikata ante estas indirectas, sin embargo se preocupa sinceramente por él,  cuando estaba enfermo y evito gastarle bromas o cuando se come su comida y luego le da algo a cambio. Le agradan los gatos y siempre lleva su bicicleta consigo. En NO-MOTO, tiene aproximadamente 20 años, usa el pelo amarrado en vez de suelto y se sabe que cambio su apellido por Nishikata.
Chi Nishikata (ちー?)
Seiyū: Yume Miyamoto
Es la hija de Takagi y Nishikata, se apellida Nishikata y su apodo es Chi (nombre real actualmente desconocido). Es una niña de 5-6 años, que esta conociendo como funciona el mundo desde los ojos de un infante. Su postre favorito es el manju japonés y su deporte favorito molestar a su padre. Tiene los mismos ojos que Takagi pero la misma mala suerte que Nishikata. Ella es la protagonista de los mangas spin-off Karakai Jōzu no (Moto) Takagi-san y Karakai Jozu no Nishikata San??
Sanae Tsukimoto (月本 サナエ Tsukimoto Sanae?)
 Seiyū: Yui Ogura
Voz Español España: Marta Covas
Compañera de clase de Nishikata y Takagi, y una buena amiga de Mina y Yukari. 
Sanae siempre es muy grosera al hablar con las personas y se enoja fácilmente cuando habla con chicos. Ella es relajada y de cara inexpresiva, además de ser buena en los deportes. Su hermana mayor es profesora de educación física en la escuela. 
Yukari Tenkawa (天川 ユカリ Tenkawa Yukari?)
 Seiyū: Mao Ichimichi
Voz Español España: Meritxell Ribera
Compañera de clase de Takagi y Nishikata, además de ser una buena amiga de Sanae y Mina. 
Es la más sentimental del trío, deseando tener una relación como la de Takagi y Nishikata o Nakai y Mano, lo cual es objeto de burla para sus amigas, también es la más inteligente del trio y suele reprender a Mina por ser muy descuidada y a Sanae por ser brusca con Mina. Al parecer le gustaba Nishikata cuando era estudiante. En No-Moto, hace una breve aparición cuando se va a casar.
Mina Hibino (日比野 ミナ  Hibino Mina?)
 Seiyū: Konomi Kohara
Voz Español España: Melania Pérez
Compañera de clase de Takagi y Nishikata, y una buena amiga de Sanae y Yukari. 
Mina es una chica enérgica y la más alegre del trío. 
Ella es muy juguetona en todo momento y sobre todo ruidosa, también es mala para correr y se cansa fácilmente, pero es una buena cocinera la unica cosa en que es buena y no torpe o mala. Aparentemente en el spin-off  Ashita No Douyobi le gustaba Sanae, siendo esta la que le halaga por su comida y a la unica que le hace caso. En la versión MOTO, aparece desempeñando en papel de profesora en el jardín de infantes donde asiste Chi. 
Nakai (中井?)
 Seiyū: Yūma Uchida
Compañero de clase de Nishikata y Takagi, y el novio de Mano. 
El muestra una personalidad calmada en todo momento además de ser bastante denso en cuanto a cómo se siente Mano por él. 
Mano (真野?)
 Seiyū: Kotori Koiwai
Voz Español España: Iris Lago
Compañera de clase de Nishikata y Takagi, y la novia de Nakai .
Ella es generalmente tímida y sobre todo con otras personas, especialmente cuando intenta hablar con Nakai. 
Ella también tiene problemas de mal genio. Se suele desesperar y enojar con facilidad, cuando Nakai, no le entiende. 
Takao (高尾?)
 Seiyū: Nobuhiko Okamoto
Takao es un estudiante de una clase más alta que Nishikata y Takagi.
Kimura (木村?)
 Seiyū: Fukushi Ochiai
Voz Español España: David Jenner
Kimura es una estudiante de una clase más alta que Nishikata y Takagi.
Tanabe-sensei (田辺先生?)
 Seiyū: Hinata Tadokoro
Voz Español España: Alfonso Vallés
Tanabe es el maestro de la clase 1-2, en el cual Takagi, Mano, Nishikata, Nakai, Sanae, Mina y Yukari son parte.  
El es muy estricto con sus alumnos y siempre tiene una mirada feroz cuando se enoja, especialmente con Nishikata.
Oshiro: pequeño niño que conoce Chi en el parque, es bastante serio para su edad. Se vuelve a reencontrar con Chi ya en la escuela.

## Contenido de la obra

### Manga
Karakai Jōzu no Takagi-san está escrito por Sōichirō Yamamoto. La serie comenzó su serialización en el suplemento de la revista de manga shōnen de Shogakukan, Gekkan Shōnen Sunday Mini el 12 de junio de 2013, y se trasladó a la revista principal Gekkan Shōnen Sunday el 12 de julio de 2016. Hasta el momento se ha recogido en veinte volúmenes tankōbon. Finalizó el 12 de octubre de 2023 luego de 177 capítulos.
Una serie de manga spin-off, titulada Ashita wa Doyōbi (あしたは土曜日 lit. "Mañana es sábado"?), se serializó en el periódico Yomiuri Chūkōsei Shimbun de noviembre de 2014 a noviembre de 2015, y se compiló en dos volúmenes tankōbon. También se adaptó dentro de la adaptación al anime de Karakai Jōzu no Takagi-san en 2018.
Una segunda serie de manga spin-off, titulada Koi ni Koisuru Yukari-chan (恋に恋するユカリちゃんKoi ni Koisuru Yukari-chan?), comenzó a serializarse en Gekkan Shōnen Sunday el 12 de julio de 2017. El manga terminó su serialización el 11 de abril de 2020.Es la continuación de Ashita No Douyobi
Un tercer spin-off, titulado Karakai Jōzu no (Moto) Takagi-san (からかい上手の（元）高木さんKarakai Jōzu no (Moto) Takagi-san?), muestra a una Takagi adulta, ahora casada con Nishikata, y su hija, Chi. La serie comenzó a serializarse en la aplicación MangaONE el 15 de julio de 2017, y ha sido compilada en 20 volúmenes tankōbon.
Un cuarto spin-off titulado Karakai Jouzu No Nishikata-san?? se anunció al mismo tiempo que la finalización del manga principal. Es una historia corta de 10 capítulos sobre Chi y el niño que le gusta Oshiro. Comenzó a serializarse en diciembre de 2023.

### Anime
Se anunció una adaptación de la serie de televisión de anime en la edición de agosto de 2017 de la revista Monthly Shōnen Sunday de Shogakukan. La serie fue dirigida por Hiroaki Akagi en Shin-Ei Animation, con guiones escritos por Michiko Yokote y diseños de personajes de Aya Takano. Se emitió del 8 de enero al 26 de marzo de 2018 en Tokyo MX y otros canales.
Crunchyroll transmitió simultáneamente la serie, mientras que Funimation transmitió la serie con doblaje en inglés. El primero tuvo 12 episodios. El 10 de enero de 2019 se anunció que la serie recibiría una segunda temporada; El personal y el elenco retomaron sus respectivos roles. Se emitió del 7 de julio al 22 de septiembre de 2019 en Tokyo MX y otros canales, y los episodios se transmitieron exclusivamente en Netflix en Japón; el 6 de diciembre tuvo lugar un lanzamiento mundial en Netflix. Una tercera temporada y una película animada se anunciaron oficialmente en septiembre de 2021 después de que se burlaran de ellas por primera vez con el lanzamiento del decimosexto volumen del manga. La tercera temporada se emitió en el bloque Super Animeism en MBS y TBS, y otras redes del 8 de enero al 26 de marzo de 2022. El 28 de diciembre de 2021, Sentai Filmworks anunció que había adquirido los derechos de la tercera temporada y la película para distribución mundial excluyendo Asia, y lo está transmitiendo en HIDIVE.
La película presenta a miembros del personal que regresan de la tercera temporada de la serie de anime. Fue lanzado en Japón el 10 de junio de 2022.